# ریچارد متیسون
ریچارد برتون متیسون (به انگلیسی: Richard Burton Matheson) (زاده ۲۰ فوریه ۱۹۲۶ - درگذشته ۲۳ ژوئن ۲۰۱۳) نویسنده و فیلمنامه‌نویس آمریکایی ژانر علمی تخیلی که بسیاری از داستان‌هایش دستمایه ساخت آثار سینمایی و تلویزیونی قرار گرفته است.

## زندگی
متیسون در ۲۰ فوریه ۱۹۲۶ در آلندیل، نیوجرسی از والدینی نروژی که به ایالات متحده مهاجرت کرده بودند به دنیا آمد او پس از جنگ جهانی دوم در رشته روزنامه‌نگاری تحصیل کرد و در سال ۱۹۵۰ موفق شد تا نخستین داستان کوتاهش را به یک مجله فانتزی بفروشد.
«من افسانه‌ام» از نخستین کتاب‌های اوست که سال ۱۹۵۴ منتشر شد. «آخرین فرد روی زمین»، «مرد امگا» و «مرد چروک شده باورنکردنی» در سال ۱۹۵۷، از جمله آثار به یاد ماندنی وی هستند.
«اومگا من» فیلم دیگری از متیسون بود که چارلتون هستون در سال ۱۹۷۱ در آن نقش آفرینی کرد.
از داستان «من افسانه‌ام» چهار بار اقتباس سینمایی انجام شد که در آخرین نسخه آن ویل اسمیت در نقش دانشمندی بازی کرد که باید یک ویروس کشنده را با خون خودش مهار کند. داستان «آهن» نیز الهام بخش فیلمی با عنوان «فولاد اصل» با بازی هیو جکمن شد.
وی با نگاه انسانی اش در داستان‌های علمی- تخیلی برای پنج دهه مخاطبان زیادی را به خود جلب کرده بود، خالق آثاری چون «من افسانه‌ام» و «مرد چروکیده» بود.
بسیاری از داستان‌های متیسون چهره دیگر افراد معمولی را در شرایطی ویژه و خیالی نشان می‌داد. یکی از بهترین نمونه‌های این خلاقیت در مجموعه «منطقه گرگ و میش» بروز یافت که او نویسندگی بخش‌های متعددی از آن را برعهده داشت. او داستان کوتاهی دربارهٔ یک راننده کامیون نوشته بود که در سال ۱۹۷۱ استیون اسپیلبرگ با اقتباس از آن فیلم مشهور «دوئل» را با بازی دنیس ویور ساخت.
«آنچه از رویاها بیرون می‌آید» و «به حرکت درآمدن اکوها» از دیگر آثار اوست که از روی آن‌ها فیلم ساخته شدند.
متیسون در سال ۱۹۸۴ جایزه جهان فانتزی را برای یک عمر خلاقیت ادبی (World Fantasy Award for Life Achievement) را کسب کرد
متیسون همچنین سوال‌های اساسی دربارهٔ موقعیت بشر در کتابی غیرداستانی با عنوان «الگو» مطرح کرد که در سال ۱۹۹۳ منتشر شد.
نویسندگان متعددی از استفن کینگ گرفته تا آن رایس، متیسون و آثارش را الهام بخش و تأثیرگذار حرفه خودشان خوانده‌اند.
از آثار وی اقتباس‌های متعددی برای تلویزیون و سینما شده و بخش‌هایی از «سفر ستاره‌ای» به قلم او خلق شده‌است. فیلم تحسین شده «جعبه» ساخته ریچارد کلی نیز با اقتباس از داستانی کوتاهی از ریچارد متیسون به نام «دکمه» ساخته شده‌است.
فیلم «من افسانه‌ام» که با اقتباس از اثر متیسون با بازی ویل اسمیت ساخته شده دربارهٔ یک ویروس مهلک است که ۹۰ درصد مردم را می‌کشد و بقیه را به انسان‌هایی مسخ شده تبدیل می‌کند که از نور گریزانند و میل عجیبی به خوردن گوشت دارند. در این فیلم ویل اسمیت در نقش رابرت نویل، ماموری است که باید راه مقابله با ویروس را پیدا کند، اما این کار غیرممکن است و پس از سه سال او می‌فهمد تنها راه برای مقابله با ویروس این است که با استفاده از خون خودش ـ که نسبت به ویروس ایمنی دارد ـ دارویی بسازد که عوارض ابتلا به ویروس را معکوس کند. این فیلم را فرانسیس لارنس کارگردانی کرده‌است.
در سال ۲۰۱۰ نام او در تالار مشاهیر داستان‌های علمی تخیلی ثبت شد.
این کتاب در رأی‌گیری سال ۲۰۱۱ در مکان ۶۵ از ۱۰۰ کتاب علمی تخیلی ماندگار تاریخ قرار گرفت.
شب ۲۳ ژوئن ۲۰۱۳ در ۸۷ سالگی در خانه خود در لوس آنجلس، کالیفرنیا درگذشت.

## آثار، فیلمنامه ها و اقتباس ها
- «من افسانه‌ام» (۱۹۵۴)
  - «آخرین فرد روی زمین»
  - «مرد امگا»
- «مرد چروکیده»«مرد چروک شده باورنکردنی» (۱۹۵۶)
- «به حرکت درآمدن اکوها» (۱۹۵۸)
- «خانه آشر» (۱۹۶۰)
- «صاحب جهان» (۱۹۶۱)
- «مغاک و آونگ» (۱۹۶۱)
- «قصه‌های وحشت» (۱۹۶۲)
- «کلاغ سیاه» (۱۹۶۳)
- «تاب‌آوردن شیطان» (۱۹۶۸)
- «دو ساد (فیلم)» (۱۹۶۹)
- «عرق سرد (فیلم ۱۹۷۰)»
- «دوئل (فیلم ۱۹۷۱)»
- «امگا من» (۱۹۷۱)
- «دراکولای برام استوکر (فیلم ۱۹۷۳)»
- «آنچه از رویاها بیرون می‌آید» (۱۹۷۸)
- «آرواره‌ها ۳» (۱۹۸۳)
- «منطقه گرگ و میش: فیلم» (۱۹۸۳)
- «دردسرسازان» (۱۹۹۰)
- «چه رویاهایی که می‌آیند» (۱۹۹۸)
- «من افسانه هستم» (۲۰۰۷)
- «من امگا هستم» (۲۰۰۷)
- «جعبه» (۲۰۰۹)
- «پولاد ناب» (۲۰۱۱)